# Červeňany
Červeňany este o comună slovacă, aflată în districtul Veľký Krtíš din regiunea Banská Bystrica. Localitatea se află la altitudinea de 339 m deasupra n.m., se întinde pe o suprafață de 6,75 km2 și în 2017 număra 47 de locuitori.

## Istoric
Localitatea Červeňany este atestată documentar din 1345.

## Demografie
| An:                | 1994 | 2004    | 2014 | 2024   |
| ------------------ | ---- | ------- | ---- | ------ |
| Număr de persoane: | 28   | 40      | 44   | 41     |
| Diferență:         |      | +42,85% | +10% | −6,81% |

| An:                | 2023 | 2024    |
| ------------------ | ---- | ------- |
| Număr de persoane: | 36   | 41      |
| Diferență:         |      | +13,88% |